# 山本優希
山本 優希（やまもと ゆうき、1987年2月9日 - ）は、スターレイプロダクション所属の女性ファッションモデル、タレント、実業家。
愛知県名古屋市出身。本名:三浦 優希（みうら ゆうき、旧姓:山本）。夫は元俳優の三浦力。

## 来歴
愛知県名古屋市に出生。父はパチンコ機器卸会社フィールズ代表取締役会長で競走馬カジノドライヴ、ペルーサなどの馬主でもある山本英俊。弟が1人いる。
両親、弟と共に名古屋出身であり、山本本人も中学生まで名古屋で育った。
中学卒業後、上京。高校生の時に渋谷109前でファッション雑誌『Ranzuki』の編集スタッフにスカウトされ読者モデルとして雑誌デビューをすることになる。デビュー当時は肌の色が真っ黒の、いわゆるガングロギャルだった。
その後、現在専属モデルを務める『JELLY』が創刊されるタイミングでモデル活動を本格化させた。同誌では主に「強め」「セクシー」などのスタイルを担当することが多い。また同誌の別冊『CELEB JELLY』では、「パリス・ヒルトン」のスタイルを担当している。
現在では活動も多岐に渡り、テレビ番組等にも出演している。

## 私生活
趣味はK-1観戦、お菓子作り。特技はバレエダンスである。父親の会社が特別協賛をするK-1の打ち上げパーティーに出席しK-1ファイターとの数々の写真を自身のブログで公開している。
2010年9月3日、自身のブログにて俳優の三浦力との結婚を発表し、2億円をかけた披露宴を行った。2011年1月28日には第1子を出産。
2012年7月9日には第2子を出産している。
2019年12月、韓国ファッションをメインとしたセレクトショップ「OKu」をオープン。

## 主な活動

### 雑誌
- Ranzuki（ぶんか社）
- JELLY（専属モデル、ぶんか社）

### テレビ番組
- ボニータ!ボニータ!! 〜名古屋ガールズコレクション〜（テレビ愛知）
- 3ミニッツSHOW!（2009年3月19日、名古屋テレビ）
- K-1事前特番（2009年11月22日、フジテレビ）
- FA★LA★MO（2010年1月15日、テレビ大阪）
- おぎやはぎのそこそこスターゴルフ
- Gal Next Lab（2010年6月20日、関西テレビ）
- イチハチ（2010年7月14日、毎日放送）
- グータンヌーボ（2010年7月21日、関西テレビ）
- サンデージャポン（2010年8月8日、TBS）
- ギブアップ嬢（2010年10月19日、日本テレビ）
- ネプリーグ（2011年7月、フジテレビ）
- Oh!どや顔サミット（2011年7月、朝日放送）
- 踊る!さんま御殿!!（2012年3月、日本テレビ）
- マジか！？超金持ちお坊ちゃんお嬢さんvs超貧乏芸人 衝撃の私生活どっちがスゴいか全部見せ合戦SP（2013年3月、フジテレビ）

### コマーシャル
- 香港SANYO「Xati CA8」

### PV
- C&K「DANCE☆MAN (WOKKY WOKKY × BOGGIE WOGGIE)」
- LADY BiRD feat. yula.「東京は夜の七時」

### DVD
ゲスト参加作品
- GRP Presents BEAUTY BiBLE（2008年5月、イーネットフロンティア）

### イベント
- 渋谷ガールズコレクション（2006、2007、2009）
- 福岡ラブ＆コレクション（2008、2009）
- 名古屋センパガールズコレクション（2008）
- 大阪GB STRUT
- 東京ガールズコレクション（2012 Spring/Summer）[3]

### 舞台
- 日仏交流150周年記念公演「ムーラン･ドゥ・ラ・ギャレット」（2009年9月5日-12日、日本青年館、脚本・演出:西田大輔） - アンナ・ヘルト 役

## 受賞歴
- 渋谷ストリート・ベストドレッサー賞 （渋谷ストリート部門：2014年）[4]